# Bangana tonkinensis
Bangana tonkinensis är en fiskart som först beskrevs av Pellegrin och Chevey, 1934.  Bangana tonkinensis ingår i släktet Bangana och familjen karpfiskar. IUCN kategoriserar arten globalt som sårbar. Inga underarter finns listade.